# Élections municipales de 2020 dans la Haute-Marne
Les élections municipales françaises de 2020 étaient prévues les 15 et 22 mars 2020. Comme dans le reste de la France, le report du second tour est annoncé en pleine crise sanitaire liée à la propagation du coronavirus (COVID-19).

## Maires sortants et maires élus
Le scrutin est marqué par une stabilité relative. La gauche échoue à récupérer les villes perdues lors du scrutin précédent. Néanmoins, elle compense ce bilan avec le gain de Bologne et surtout de Langres, troisième ville du département. La droite conserve la mainmise sur les principales villes du département.
| Commune                           | Population | Maire sortant             | Parti | Maire élu                | Parti |
| --------------------------------- | ---------- | ------------------------- | ----- | ------------------------ | ----- |
| Bayard-sur-Marne                  | 1286       | Christian Dubois          | DVD   | Christian Dubois         | DVD   |
| Bettancourt-la-Ferrée             | 1825       | Dominique Laurent         | DVG   | Dominique Laurent        | DVG   |
| Biesles                           | 1332       | Michel André              | DVD   | Michel André             | DVD   |
| Bologne                           | 1859       | Jean-Yves Roy             | DVD   | Francis Hasselberger     | DVG   |
| Bourbonne-les-Bains               | 1971       | André Noirot              | LR    | André Noirot             | LR    |
| Chalindrey                        | 2406       | Jean-Pierre Garnier       | DVG   | Jean-Pierre Garnier      | DVG   |
| Chamarandes-Choignes              | 1046       | Bernadette Retournard     | DVD   | Bernadette Retournard    | DVD   |
| Chancenay                         | 1024       | Alain Dervogne            | DVG   | Henri Eychenne           | DVG   |
| Châteauvillain                    | 1573       | Marie-Claude Lavocat      | LR    | Marie-Claude Lavocat     | LR    |
| Chaumont                          | 21 770     | Christine Guillemy        | MoDem | Christine Guillemy       | MoDem |
| Chevillon                         | 1305       | Dominique Mercier         | DVG   | Dominique Mercier        | DVG   |
| Éclaron-Braucourt-Sainte- Livière | 2017       | Jean-Yves Marin           | DVD   | Jean-Yves Marin          | DVD   |
| Eurville-Bienville                | 2029       | Jean Bozek                | DVD   | Virginie Gerevic         | DVD   |
| Fayl-Billot                       | 1285       | Sylvain Petit             | DVD   | Patrick Domec            | DVD   |
| Froncles                          | 1406       | Patrice Voirin            | DIV   | Patrice Voirin           | DIV   |
| Joinville                         | 3070       | Bertrand Olilvier         | DVD   | Bertrand Ollivier        | DVD   |
| Jonchery                          | 983        | Sylvie Roux               | DVD   | Sylvie Roux              | DVD   |
| Langres                           | 7682       | Sophie Delong             | LR    | Anne Cardinal            | PS    |
| La Porte-du-Der                   | 2225       | Jean-Jacques Bayer        | DVD   | Jean-Jacques Bayer       | DVD   |
| Nogent                            | 3567       | Anne-Marie Nédélec        | DVD   | Anne-Marie Nédélec       | LR    |
| Rolampont                         | 1398       | Marie-José Ruel           | DVD   | Céline Bernand           | DVD   |
| Saint-Dizier                      | 23 566     | François Cornut- Gentille | LR    | François Cornut-Gentille | LR    |
| Val-de-Meuse                      | 1819       | Romary Didier             | DVD   | Romary Didier            | DVD   |
| Villiers-en-Lieu                  | 1482       | Michel Garet              | DVD   | Éric Bonnemains          | DVD   |
| Wassy                             | 2780       | Christel Mathieu          | DVD   | Jean-Alain Charpentier   | SE    |

## Résultats dans les communes de plus de1 000 habitants

### Chaumont
- Maire sortant : Christine Guillemy (MoDem)
- 35 sièges à pourvoir au conseil municipal (population légale 2017 : 21 945 habitants)
- 34 sièges à pourvoir au conseil communautaire (CA de Chaumont, du Bassin Nogentais et du Bassin de Bologne Vignory Froncles)

|                          |                          |                          |              |              |        |        |  |  |  |
| Tête de liste            | Tête de liste            | Liste                    | Premier tour | Premier tour | Sièges | Sièges |  |  |  |
| Tête de liste            | Tête de liste            | Liste                    | Voix         | %            | CM     | CC     |  |  |  |
|                          | Christine Guillemy       | MoDem                    | 2 596        | 61,37        | 29     | 28     |  |  |  |
|                          | Joris Pierret            | DVG                      | 741          | 17,51        | 3      | 3      |  |  |  |
|                          | Dorcas Nou               | DVG                      | 614          | 14,51        | 2      | 2      |  |  |  |
|                          | Sylvain Demay            | EXG                      | 279          | 6,59         | 1      | 1      |  |  |  |
|                          |                          |                          |              |              |        |        |  |  |  |
| Exprimés                 | Exprimés                 | Exprimés                 | 4 230        | 94,50        |        |        |  |  |  |
| Votes blancs             | Votes blancs             | Votes blancs             | 89           | 1,99         |        |        |  |  |  |
| Votes nuls               | Votes nuls               | Votes nuls               | 157          | 3,51         |        |        |  |  |  |
| Total                    | Total                    | Total                    | 4 476        | 100          | 35     | 34     |  |  |  |
| Abstention               | Abstention               | Abstention               | 10 580       | 70,27        |        |        |  |  |  |
| Inscrits / participation | Inscrits / participation | Inscrits / participation | 15 056       | 29,73        |        |        |  |  |  |

### Langres
- Maire sortant : Sophie Delong (LR)
- 29 sièges à pourvoir au conseil municipal (population légale 2017 : 7 731 habitants)
- 22 sièges à pourvoir au conseil communautaire (CC du Grand Langres)

|                          |                          |                          |              |              |               |               |        |        |  |
| Tête de liste            | Tête de liste            | Liste                    | Premier tour | Premier tour | Deuxième tour | Deuxième tour | Sièges | Sièges |  |
| Tête de liste            | Tête de liste            | Liste                    | Voix         | %            | Voix          | %             | CM     | CC     |  |
|                          | Anne Cardinal            | PS                       | 821          | 35,25        | 1 032         | 44,54         | 21     | 16     |  |
|                          | Sophie Delong            | LR                       | 537          | 23,05        | 773           | 33,36         | 5      | 4      |  |
|                          | Paul Henry               | DVD                      | 506          | 21,72        | 322           | 13,89         | 2      | 1      |  |
|                          | Benjamin Morel           | DVG                      | 247          | 10,60        | 190           | 8,20          | 1      | 1      |  |
|                          | Sophie Besson            | RN                       | 218          | 9,36         |               |               | 0      | 0      |  |
|                          |                          |                          |              |              |               |               |        |        |  |
| Exprimés                 | Exprimés                 | Exprimés                 | 2 329        | 96,72        | 2 317         | 97,68         |        |        |  |
| Votes blancs             | Votes blancs             | Votes blancs             | 31           | 1,29         | 26            | 1,10          |        |        |  |
| Votes nuls               | Votes nuls               | Votes nuls               | 48           | 1,99         | 29            | 1,22          |        |        |  |
| Total                    | Total                    | Total                    | 2 408        | 100          | 2 372         | 100           | 29     | 22     |  |
| Abstention               | Abstention               | Abstention               | 2 878        | 54,45        | 2 919         | 55,17         |        |        |  |
| Inscrits / participation | Inscrits / participation | Inscrits / participation | 5 286        | 45,55        | 5 291         | 44,83         |        |        |  |

### Nogent
- Maire sortant : Anne-Marie Nedelec (DVD)
- 27 sièges à pourvoir au conseil municipal (population légale 2017 : 3 752 habitants)
- 5 sièges à pourvoir au conseil communautaire (CA de Chaumont, du Bassin Nogentais et du Bassin de Bologne Vignory Froncles)

|                          |                          |                          |              |              |        |        |  |  |  |
| Tête de liste            | Tête de liste            | Liste                    | Premier tour | Premier tour | Sièges | Sièges |  |  |  |
| Tête de liste            | Tête de liste            | Liste                    | Voix         | %            | CM     | CC     |  |  |  |
|                          | Anne-Marie Nédélec       | DVD                      | 769          | 100,00       | 27     | 5      |  |  |  |
|                          |                          |                          |              |              |        |        |  |  |  |
| Exprimés                 | Exprimés                 | Exprimés                 | 769          | 79,69        |        |        |  |  |  |
| Votes blancs             | Votes blancs             | Votes blancs             | 62           | 6,42         |        |        |  |  |  |
| Votes nuls               | Votes nuls               | Votes nuls               | 134          | 13,89        |        |        |  |  |  |
| Total                    | Total                    | Total                    | 965          | 100          | 27     | 5      |  |  |  |
| Abstention               | Abstention               | Abstention               | 1 641        | 62,97        |        |        |  |  |  |
| Inscrits / participation | Inscrits / participation | Inscrits / participation | 2 606        | 37,03        |        |        |  |  |  |

### Saint-Dizier
- Maire sortant : Elisabeth Robert-Dehault (LR)
- 35 sièges à pourvoir au conseil municipal (population légale 2017 : 24 012 habitants)
- 32 sièges à pourvoir au conseil communautaire (CA de Saint-Dizier Der et Blaise)

|                          |                          |                          |              |              |               |               |        |        |  |
| Tête de liste            | Tête de liste            | Liste                    | Premier tour | Premier tour | Deuxième tour | Deuxième tour | Sièges | Sièges |  |
| Tête de liste            | Tête de liste            | Liste                    | Voix         | %            | Voix          | %             | CM     | CC     |  |
|                          | Quentin Brière           | LR                       | 1 799        | 39,73        | 2 161         | 50,04         | 27     | 25     |  |
|                          | Laurent Daval            | LREM                     | 626          | 13,82        | 1 440         | 33,34         | 6      | 5      |  |
|                          | Jean-Michel Feuillet     | DVD                      | 567          | 12,52        | 1 440         | 33,34         | 6      | 5      |  |
|                          | Pascale Krebs            | DVD                      | 563          | 12,43        | 1 440         | 33,34         | 6      | 5      |  |
|                          | Jean-Luc Bouzon          | PCF                      | 542          | 11,96        | 717           | 16,60         | 2      | 2      |  |
|                          | Bernard Bouvret          | DIV                      | 237          | 5,23         |               |               | 0      | 0      |  |
|                          | Alain Cédelle            | PS                       | 194          | 4,28         | 0             | 0             |        |        |  |
|                          |                          |                          |              |              |               |               |        |        |  |
| Exprimés                 | Exprimés                 | Exprimés                 | 4 528        | 96,44        | 4 318         | 97,08         |        |        |  |
| Votes blancs             | Votes blancs             | Votes blancs             | 63           | 1,34         | 76            | 1,71          |        |        |  |
| Votes nuls               | Votes nuls               | Votes nuls               | 104          | 2,22         | 54            | 1,21          |        |        |  |
| Total                    | Total                    | Total                    | 4 695        | 100          | 4 448         | 100           | 35     | 32     |  |
| Abstention               | Abstention               | Abstention               | 10 596       | 69,30        | 10 804        | 70,84         |        |        |  |
| Inscrits / participation | Inscrits / participation | Inscrits / participation | 15 291       | 30,70        | 15 252        | 29,16         |        |        |  |